# Torre de Ginestar
La Torre de Ginestar és una obra de Sant Miquel de Campmajor (Pla de l'Estany) declarada bé cultural d'interès nacional.

## Descripció
Torre quadrada amb base atalussada, conservada només fins a la primera planta, amb nombroses espitlleres de foc emmarcades amb maons. Es conserven tres dels quatre costats. Al primer pis hi ha una obertura amb llinda monolítica que probablement era la porta d'accés. Es conserven restes d'arrebossat. Al voltant de la torre es pot resseguir el fossat, de prop d'un metre de fondària.

## Història
L'origen d'aquesta torre es relaciona amb les torres de telegrafia òptica, que a Catalunya es van començar a construir a partir de 1848, relacionades amb la guerra carlina (1846-1849). La Torre de Ginestar hauria format part de la línia militar Girona-Olot, operativa fins a l'any 1862.
Hi ha una referència donada per Miquel Oliva (OLIVA, 1967, p. 60), segons la qual aquesta torre seria d'època romana per les característiques del seu parament i per la tècnica de construcció, essent posteriorment reformada i retocada emmascarant el seu aspecte original.